# Quentin Cornette
Quentin Cornette (sinh ngày 17 tháng 1 năm 1994) là một cầu thủ bóng đá người Pháp thi đấu ở vị trí tiền đạo cho Le Havre. Trước đó anh từng thi đấu cho Montpellier và Amiens.

## Sự nghiệp câu lạc bộ
Cornette là một cầu thủ trẻ xuất thân từ Montpellier HSC. Anh có màn ra mắt Ligue 1 vào ngày 29 tháng 8 năm 2015 trước Troyes AC.
Anh gia nhập Le Havre AC vào mùa hè năm 2020.